# しあわせニュース
『しあわせニュース』は、NHK総合テレビジョンで2012年末から2017年末まで毎年大晦日などに放送されていた特別番組。

## 概要
「しあわせ」というキーワードをコンセプトに、全国54の放送局をネットするNHKの各地域放送などで放送された心温まるニュースをまとめて紹介する。
視聴者はそのニュースを見て「しあわせと感じる」ニュースを「しあわせの黄色いボタン」（NHKデータオンライン=LANケーブルをルーターに接続したテレビを使い、リモコンで黄色いボタンを押す。ないしはスマートフォンのサイトからそのボタンを押す）を押すという、双方向番組システムが取り入れられている。
2012年・2013年・2015年にお盆休みと大晦日に生放送され、2014年は金曜20時から20時43分（冬版は平年と同じく大晦日17時からの拡大版）に季節ごとに年4回のシリーズで放送されたが、2016年は大晦日（16時〜18時）の1回のみとなった。
2015年まで大晦日の放送は『NHK紅白歌合戦』の事実上の前座番組であったが、2016年以降は年間放送回数の減少、女性司会が篠田麻里子から土屋太鳳に交代するなどで一変し、放送時間も年々繰り上がり（→参照）、前座番組となることはなくなった。
2018年からは放送されなくなり、事実上2017年の第11回を最後に終了となり6年間の歴史に幕を閉じた。なお、本番組の事実上の後継企画として、同年より、『千鳥の日本で一番しあわせ家族』が放送されている。第1弾は同年12月30日19:30 - 20:45の枠で放送した。また、第2弾が2019年12月22日19:30 - 20:43の枠にて放送された。

## 出演
メイン司会
- 桂文枝（落語家）
- 篠田麻里子（タレント・女優、2012年大晦日のみAKB48メンバー）※2012年 - 2015年まで担当。
- 土屋太鳳（女優）※2015年夏の回は、連続テレビ小説『まれ』ヒロインでゲスト出演者。2016年おおみそか・2017年おおみそかまで担当[注釈 2][注釈 3]。

アナウンサー
- 小野文惠（NHKアナウンサー。2012年から2013年まで）
- 武内陶子（NHKアナウンサー。2014年）
- 片山千恵子（NHKアナウンサー。2015年から2016年まで）
- 寺門亜衣子（NHKアナウンサー。2017年）

## 放送履歴
| 回 | タイトル                                               | 司会者     | 司会者     | アナウンサー | 放送日                                                  | ゲスト |
| 回 | タイトル                                               | 男性司会者 | 女性司会者 | アナウンサー | 放送日                                                  | ゲスト |
| -- | ------------------------------------------------------ | ---------- | ---------- | ------------ | ------------------------------------------------------- | --- |
| 1  | しあわせニュース2012                                   | 桂文枝     | 篠田麻里子 | 小野文惠     | 2012年12月31日 17:05 - 18:50 （18:00 - 18:05 ニュース） | 梅沢富美男、風間俊介、スギちゃん、鈴木奈々、TKO（木下隆行、木本武宏）、鳥越俊太郎、夏菜、森公美子                           |
| 2  | しあわせニュース2013夏                                 | 桂文枝     | 篠田麻里子 | 小野文惠     | 2013年8月17日 20:00 - 20:43                             | 石田純一、キンタロー。、柴田理恵、TKO、能年玲奈、福士蒼汰                                                                   |
| 3  | しあわせニュース2013                                   | 桂文枝     | 篠田麻里子 | 小野文惠     | 2013年12月31日 17:00 - 18:50 （18:00 - 18:05 ニュース） | 杏、鈴木奈々、壇蜜、TKO、鳥越俊太郎、東出昌大、森公美子、優希美青                                                           |
| 4  | しあわせニュース2014春                                 | 桂文枝     | 篠田麻里子 | 武内陶子     | 2014年4月25日 20:00 - 20:43 <再>4月26日 10:05 - 10:48   | 琴欧洲親方、鈴木奈々、TKO、橋本環奈、森公美子                                                                               |
| 5  | しあわせニュース2014夏                                 | 桂文枝     | 篠田麻里子 | 武内陶子     | 2014年7月18日 20:00 - 20:43 <再>7月19日 10:05 - 10:48   | 松坂桃李、中谷美紀、竹下景子、スギちゃん、グッチ裕三、TKO                                                                   |
| 6  | しあわせニュース2014秋                                 | 桂文枝     | 篠田麻里子 | 武内陶子     | 2014年10月10日 20:00 - 20:43 <再>10月11日 10:05 - 10:48 | 石坂浩二、浜口京子、大林素子、筧美和子、TIM（レッド吉田、ゴルゴ松本）、川藤幸三                                             |
| 7  | しあわせニュース2014 おおみそか                        | 桂文枝     | 篠田麻里子 | 武内陶子     | 2014年12月31日 17:00 - 18:50                            | 高良健吾、東出昌大、早見あかり、ピエール瀧、ミッツ・マングローブ、鈴木奈々、森公美子、TKO                                   |
| 8  | しあわせニュース2015 夏だ!お盆だ!お祭りだ!スペシャル!! | 桂文枝     | 篠田麻里子 | 片山千恵子   | 2015年8月14日 19:30 - 20:43                             | 土屋太鳳、山﨑賢人、草笛光子、石丸幹二、千原ジュニア、森三中（村上知子、黒沢かずこ）、じゅんいちダビッドソン、藤山大樹、TKO |
| 9  | しあわせニュース2015 おおみそか                        | 桂文枝     | 篠田麻里子 | 片山千恵子   | 2015年12月31日 17:00 - 18:50 （18:00 - 18:05 ニュース） | 玉木宏、波瑠、森公美子、TKO、ピース（又吉直樹、綾部祐二）、鈴木奈々、とにかく明るい安村、畠山健介、日和佐篤                 |
| 10 | しあわせニュース2016 おおみそか                        | 桂文枝     | 土屋太鳳   | 片山千恵子   | 2016年12月31日 16:00 - 18:00                            | 谷村美月、土村芳、三宅宏実、上地結衣、ピエール瀧、又吉直樹、ぺこ、りゅうちぇる                                              |
| 11 | しあわせニュース2017 おおみそか                        | 桂文枝     | 土屋太鳳   | 寺門亜衣子   | 2017年12月31日 15:05 - 17:00                            | 加藤一二三鈴木あきえ・鈴木奈々・都丸紗也華・ピエール瀧・森公美子・加藤諒                                                    |